# ブバカール・トラオレ
ブバカール・トラオレ（Boubacar Traoré, 1942年 - ）は、マリの歌手、作詞・作曲家、ギタリスト。マリのカイ出身。自身のサッカーのプレイスタイルにちなんで、バンバラ語で「ドリブルしすぎる者」を意味するKar Karという愛称もある。

## 経歴

### 幼少期
ブバカールは、アメリカのブルースと、マリのカイの地域にある伝統的な音楽「kassonké」に影響を受けて、幼い頃から作曲を始めた。ブバカールの兄はキューバで8年間音楽を学んでおり、マリに戻った際にブバカールにギターの演奏を教えた。

### 早期の名声
ブバカールは1960年代の初期に最初の名声を得た。それまでにブバカールはギターの演奏を独学し、ブルース、アラブ音楽、そして西アフリカのマンデ族の文化がある地域にみられる五音音階の構造を混合した独特のスタイルを作り出していた。1963年にレコードデビューをした。ブバカールはマリのスーパースターとなり、1960年代初期に独立したマリ共和国の象徴でもあった。ブバカールの歌は非常な人気を博し、マリの人々は毎朝ラジオから流れるブバカールの曲で目を覚ましたという。ヒット曲「Mali Twist」は1963年に、新興のマリ共和国の国歌のような存在になった。同曲でブバカールは、独立後の国の再建を同胞たちに呼びかけた。ブバカールの曲はフランス語圏の西アフリカ各国やブラジルでも受け入れられた。しかしブバカールはレコーディングをすることがなく、そのために印税の支払いが無く、家計をやりくりするために様々な仕事に就かねばならなかった。

### 凋落と復活

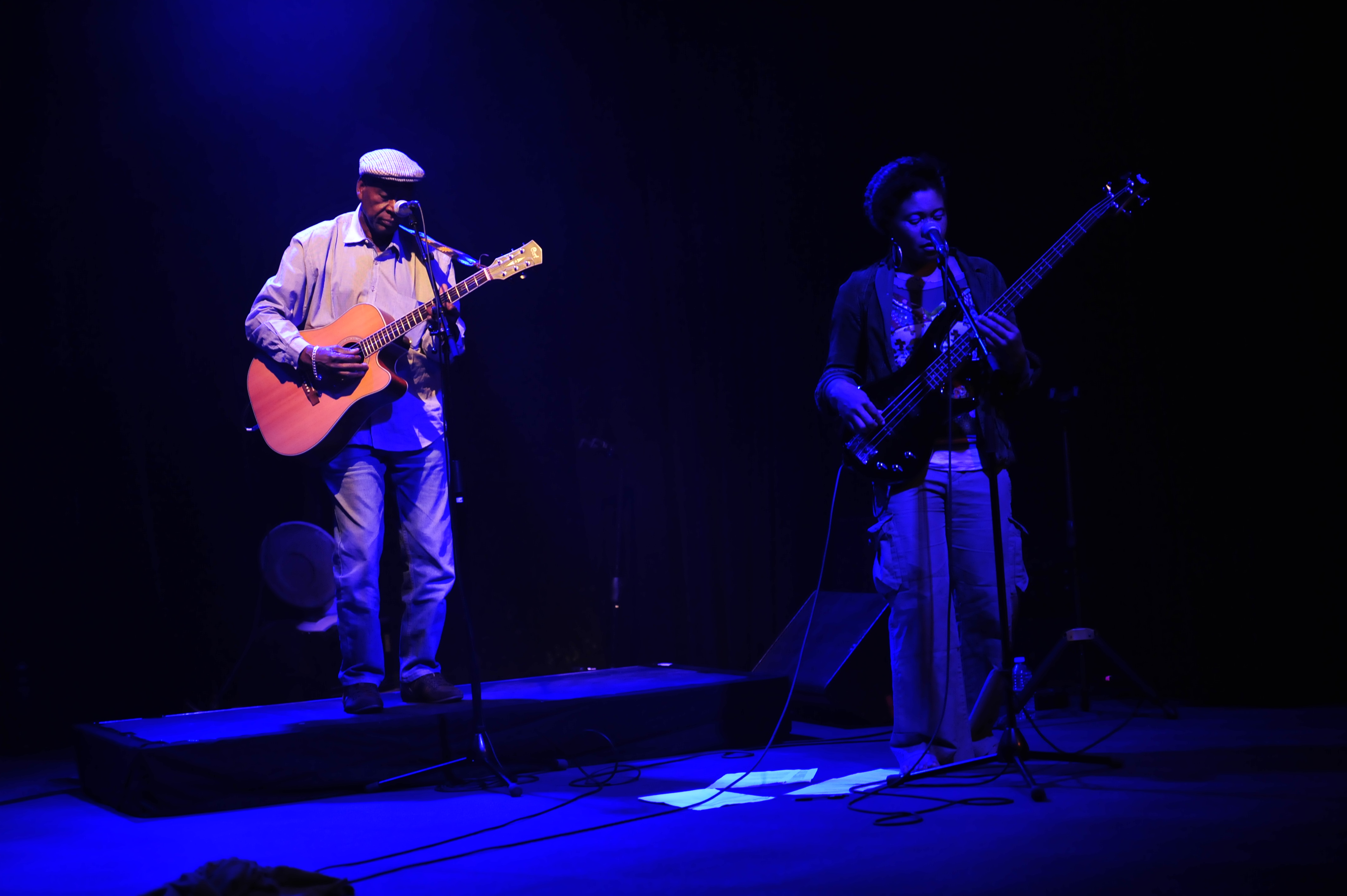
Joyce Tape et Boubacar Traoré à la Rodia le 16 avril 2013

1968年にムーサ・トラオレがマリの大統領のモディボ・ケイタを打倒した。前体制と交際しているアーティストであると広く見なされていたブバカールは放送の電波から姿を消した。1970年前後に音楽活動を停止した。1970年代にはブバカールの人気は衰え、1987年にテレビに登場するまでは人気がなかった。1987年のこの「再発見」のすぐ後、ブバカールの妻が出産の最中に亡くなった。悲しみに襲われ、ブバカールはフランスへ移住して6歳の息子を養うために建設労働に就いた。音楽の披露は、週末にアフリカ出身者のコミュニティーでのみ行っていた。数年後、イギリスの音楽プロデューサーがラジオでのブバカールの演奏のテープを見つけ、ブバカールとのレコード契約がなされた。ブバカールの最初のアルバム「Mariama」は1990年にリリースされた。それ以降、ブバカールは世界的な人気を得て、複数のレーベルでアルバムを発表し、ヨーロッパ、アフリカ、北米をツアーしてきた。2000年のアルバム「Macire」は「ローリング・ストーン」誌で年間トップ50のアルバムの1つに選出された。
ブバカールは、ベルギーのライターであるLieve Jorisの本『Mali Blues』に登場している。その本がスイスの映画監督のJacques Sarasinに、ブバカールについての2001年の映画『私はあなたのために歌う』（原題: “Je chanterai pour toi”）のインスピレーションを与えた。同作は2001年にモンテビデオ国際映画祭でグランプリを受賞し、2002年に東京アフリカ映画祭で上映され、2005年にDVDでリリースされた。ブバカールは、Louis Mouchetの2001年の映画『Au Coeur du Blues』にも、何人かのブルースのアーティストと共に登場している。
ブバカールは、Festival Musiques Métisses d’AngoulêmeのディレクターのChristian Moussetがプロデュースした「Kongo Magni」を2005年にリリースした。ブバカールはヨーロッパ・米国・カナダでの高く評価されたライブ活動によって、それまでの失った時間を取り戻した。2015年に「Mbalimaou」がリリースされ、続いて2017年11月に「Dounia Tabalo」がリリースされた。

## ディスコグラフィー
- Mariama (1990)[1]
- Kar Kar (1992)[1]
- Les Enfants de Pierrette (1995)[1]
- Sa Golo (1996)[1]
- Maciré (1999)[1]
- Je chanterai pour toi (2003)[1]
- The Best of Boubacar Traoré: The Bluesman from Mali (2003)
- Kongo Magni (2005)[1]
- Mali Denhou (2011)[5]
- Mbalimaou (2014)[6]
- Dounia Tabalo (2017)[5]